# Bohdan Pawłowicz
Bohdan Pawłowicz (ur. 2 lutego 1899 w Warszawie, zm. 28 maja 1967 w USA) – polski pisarz, dziennikarz, korespondent wojenny, instruktor harcerski, marynarz, podróżnik, działacz polonijny.

## Życiorys
Urodzony 2 lutego 1899 w Warszawie jako syn Kazimierza Pawłowicza, inżyniera ceramika, i Heleny z Jełowickich. We wczesnym dzieciństwie okresowo mieszkał w Dąbrowie Górniczej (1901–03) i w Korwinowie (1903–07), by ostatecznie powrócić do Warszawy. 
Od 1912 związany z polskim ruchem skautowym, także członek Organizacji Młodzieży Narodowej. Po maturze, w wieku 18 lat, wstąpił do Polskiej Organizacji Wojskowej. Żołnierz Legionów Polskich i Wojska Polskiego, walczył w kampanii 1920 r. w okresie wojny polsko-bolszewickiej. Debiutował w 1923 tomikiem wierszy. W kolejnych latach, do 1935, opublikował 7 powieści, wśród nich powieść dla młodzieży Franek na szerokim świecie, pierwotnie na łamach „Płomyka”, a następnie 5-krotnie wznawianą w wydaniach książkowych. Redaktor „Wychodźcy” (1931), a następnie redaktor i dyrektor rozgłośni Polskiego Radia we Lwowie (PR Lwów), Łodzi (PR Łódź, 1935–1938) i Toruniu (PRPR). W 1939 był jednym z pasażerów, m.in. obok Witolda Gombrowicza, pierwszego rejsu MS Chrobry do Ameryki Południowej.
W latach 1940–1943 referentem prasowym dowództwa Polskiej Marynarki Wojennej PSZ. Uczestniczył w konwojach arktycznych do ZSRR. Od 1943 roku był zastępcą attaché morskiego RP w Rio de Janeiro. Po wojnie pozostał na emigracji w Brazylii. Działacz brazylijskiej Polonii – redagował biuletyn „Fakty”, publikował m.in. na łamach „Ludu” (opowiadania i fragmenty pamiętnika). W 1953 przeniósł się do Stanów Zjednoczonych, gdzie pracował w rozgłośniach radiowych. Od 1956 mieszkał w Buffalo. Tu wykładał historię na Canisius College. 
Zmarł 28 maja 1967, został pochowany w Pleasantville, w stanie Nowy Jork.

## Twórczość
Bohdan Pawłowicz cieszył się znaczną popularnością w okresie międzywojennym jako autor powieści podróżniczo-przygodowych i marynistycznych w znacznej mierze adresowanych do młodzieży. Jego twórczość obejmuje liczne powieści, opowiadania, felietony i utwory publicystyczne o charakterze reportażowym. Znaczna część jego dorobku pozostaje w rękopisach, niektóre z jego dzieł emigracyjnych zostały opublikowane w Polsce.

### Wybrane utwory
- Franek na szerokim świecie. Przygody na morzu i lądzie (wydanie książkowe Warszawa, Łódź 1928, Nasza Księgarnia oraz wydania późniejsze, m.in. I wydanie powojenne: Gdańsk 1984, Krajowa Agencja Wydawnicza, ISBN 83-03-00776-9: powieść o przygodach małego Franka z Kaszub, zawierająca reminiscencje z podróży Bohdana Pawłowicza do Brazylii, którą odbył na pokładzie STS Lwów jako 24-letni instruktor harcerski mający ożywić ruch harcerski wśród tamtejszej Polonii
- Morze (1929)
- Córka latarnika: opowieści egzotyczne (1930)
- Chłopiec z pinjorowych lasów, Lwów-Warszawa 1934: powieść zawierająca wątek awanturniczy, ukazująca przy tym środowisko polskiej emigracji w Brazylii, krainie tytułowych "piniorowych lasów"
- Załoga: ostatnia podróż parowca "Barbara" (1935)
- W słońcu dalekiego Południa. Szkice z podróży (1937)
- Pionierzy (1938)
  - t. 1 Wojciech Mierzwa w Paranie
  - t. 2 Wyspa Świętej Katarzyny
- Przez ocean do Polski walczącej (1940)
- O.R.P. Garland in convoy to Russia, Mitcham 1943, Surrey Press
- Krew na oceanie, Warszawa 1991, Rytm, ISBN 83-85249-01-X; opublikowane jako Krew na oceanie : kartki z pamiętnika w konwoju do Rosji w Nowym Jorku w 1955 r.: relacja z wydarzeń w maju 1942 r. podczas konwoju PQ-16 do Murmańska, w którym autor uczestniczył na pokładzie ORP Garland